# Schloss Scharfeneck

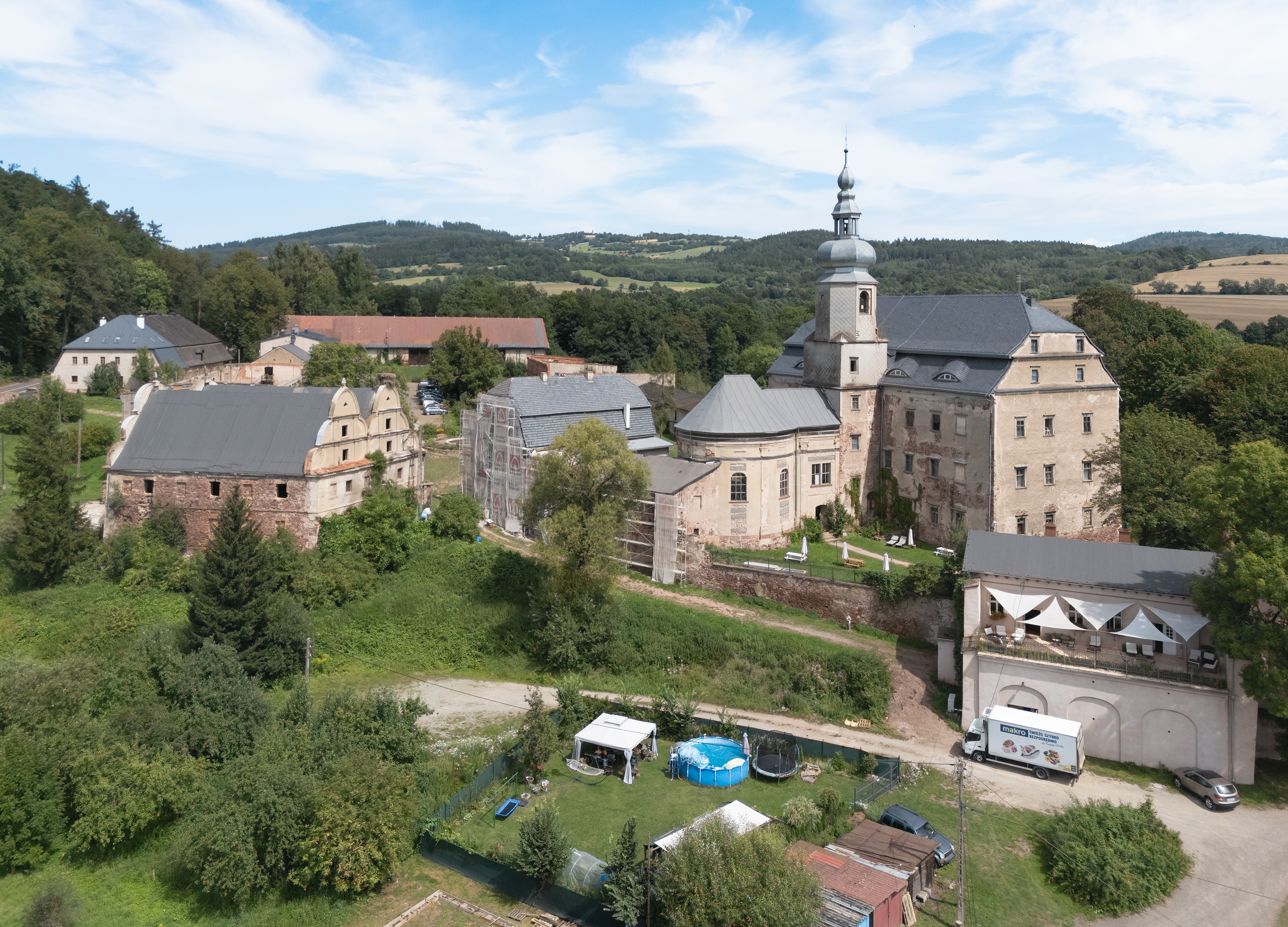
Schloss Scharfeneck / Sarny

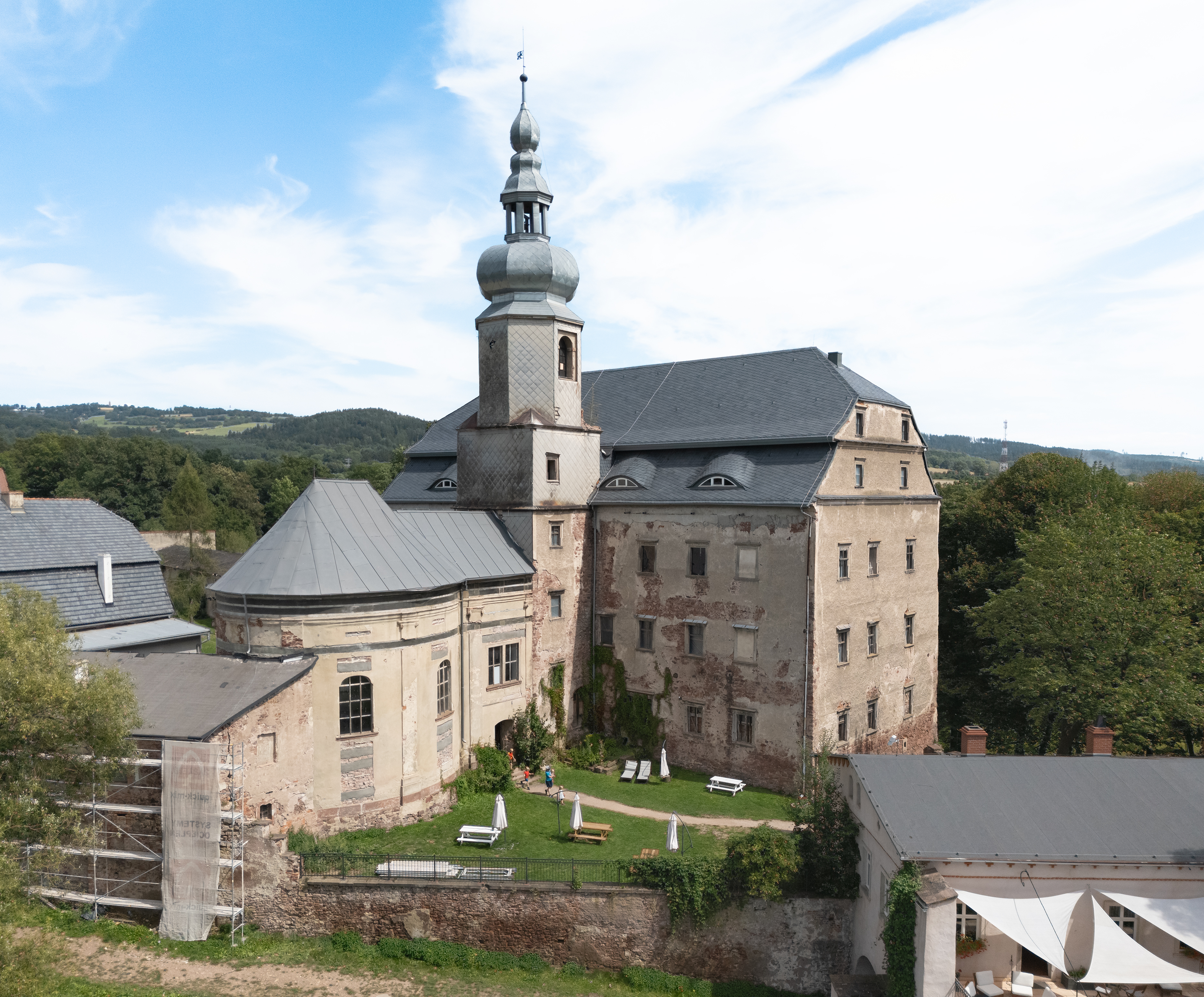

Das Schloss Scharfeneck (polnisch Pałac w Sarnach) befindet sich in Ścinawka Górna (deutsch Obersteine) in der Landgemeinde Radków (Wünschelburg) in der Woiwodschaft Niederschlesien in Polen. Es liegt an der Mündung der Walditz (Włodzica) in die Steine (Ścinawka).

## Geschichte
Im 15. Jahrhundert befand sich an der Stelle des heutigen Schlosses ein Herrenhaus, das im Besitz der Predil (Pradl, Prädel) war. Später gelangte es an die von Czechau (Czechaw, Tschetschau) und die Stillfried-Rattonitz. 1565 wurde das Anwesen von den Herren Reichenbach erworben. Das heutige Schloss wurde 1590 von Fabian von Reichenbach erbaut, der Landeshauptmann des Fürstentums Münsterberg war. 1661 wurde es vom Glatzer Landeshauptmann Johann Georg von Götzen erworben, der 1680 auf dem Schloss Scharfeneck starb.
In den 1720er Jahren veranlasste Graf Franz Anton von Götzen den Bau der Schlosskapelle, die dem böhmischen Landesheiligen Johannes von Nepomuk gewidmet wurde. Die Fresken, die den hl. Nepomuk und andere Heilige zeigen, schuf 1738 der Glatzer Barockmaler Johann Franz Hoffmann. Der Schlosskomplex wurde im Jahr 1870 von Adolf von Goetzen verkauft. Nach dem Übergang an Polen 1945 infolge des Zweiten Weltkriegs wurde der letzte deutsche Eigentümer, Franz Poppler, 1946 vertrieben. Nach 1949 war das Schloss Sitz der landwirtschaftlichen Produktionsgenossenschaft PGR.
Nach Ende der kommunistischen Herrschaft wurde in den 1990er Jahren das am anderen Ufer der Walditz gelegene Sommerschloss an privat verkauft. Der Rest der Anlage wurde zunächst von mehreren Familien ehemaliger Bauern der PGR bewohnt. Das Hauptgebäude erhielt zwar zunächst ein neues Dach, das aber kurz danach vollständig gestohlen wurde. Ende 2013 verkaufte die Agentur für landwirtschaftliches Eigentum das Grundstück an Privatpersonen, die eine Stiftung mit dem Ziel der Schaffung einer musikalischen Kulturinstitution im Schlosskomplex gründeten.
Hinter dem Sommerschloss erstreckt sich ein Park, der auf einen Garten des 18. Jahrhunderts zurückgeht und im 19. Jahrhundert u. a. vom Gartengestalter Eduard Petzold umgestaltet wurde.

## Status nach der Privatisierung

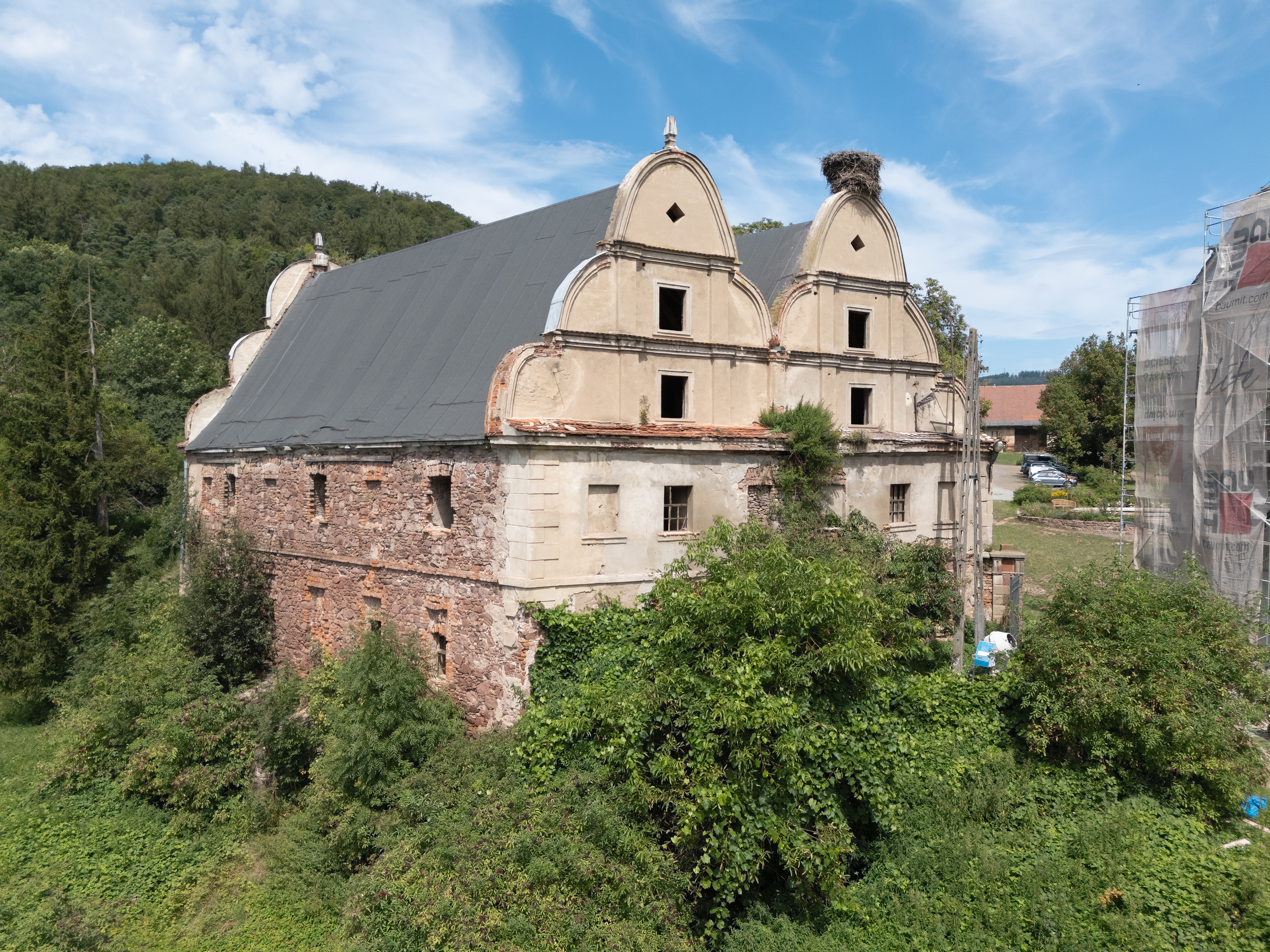
Doppelhaus (Speichergebäude)

Das später als Getreidespeicher für den Hof aus dem 17. Jahrhundert genutzte Doppelhaus im Renaissancestil wurde seit Anfang 2014 teilweise renoviert, dabei wurde das Dach mit finanzieller Förderung des Marschallamts der Woiwodschaft Niederschlesien umgebaut.
2016 erhielt die Stiftung 400.000 PLN aus Mitteln des Ministeriums für Kultur und Nationales Erbe für weitere Restaurierungsarbeiten. 2017 wurde nach einer umfassenden Renovierung das Torhaus eröffnet, eines der ältesten Gebäude der Schlossanlage. Dort befindet sich eine Touristeninformation und ein Durchgang zur Schlosskapelle.